# Финикийцы
Финикийцы, или финикияне — древний семитский народ, населявший Финикию. Говорили на финикийском языке.

## Происхождение
Геродот в своей «Истории» сообщает, что финикийцы пришли в Финикию из северо-западной Аравии, с побережья Красного моря. Историки полагают, что это могло иметь место в III тыс. до н. э. Затем территория Финикии подвергалась нашествию амореев.
Окончательно финикийская цивилизация сложилась к XIII в. до н. э. на основе взаимодействия ханаанейцев и народов моря

## Язык
До начала I тысячелетия нашей эры финикийцы говорили на финикийском языке. Затем перешли на арамейский язык. Потомки финикийцев перешли на арабский язык в неопределённое время после VII века.

## Одежда
Финикийцы одевались в длинную тунику (которую подпоясывали) и сандалии. Женщины носили на голове платок, серьги и ожерелья. Среди украшений особое место занимал лунный серп — символ Астарты. Финикийцы отдавали предпочтение красным и жёлтым цветам в одежде, которая изготавливалась изо льна. Именно финикиянки первыми начали носить красные платья (багряница). Головным убором простых людей служил чепец, тогда как у вельмож он имел цилиндрическую форму с золотыми полосами.

## Финикийцы в Библии
Финикийцы неоднократно упоминаются в Библии. Так, сирофиникиянка (Мк. 7:26) или хананеянка (Мф. 15:22) просила Иисуса Христа исцелить её дочь. Другие жители «приморских мест Тирских и Сидонских» слушали Нагорную проповедь (Лк. 6:17).

## Культурный вклад

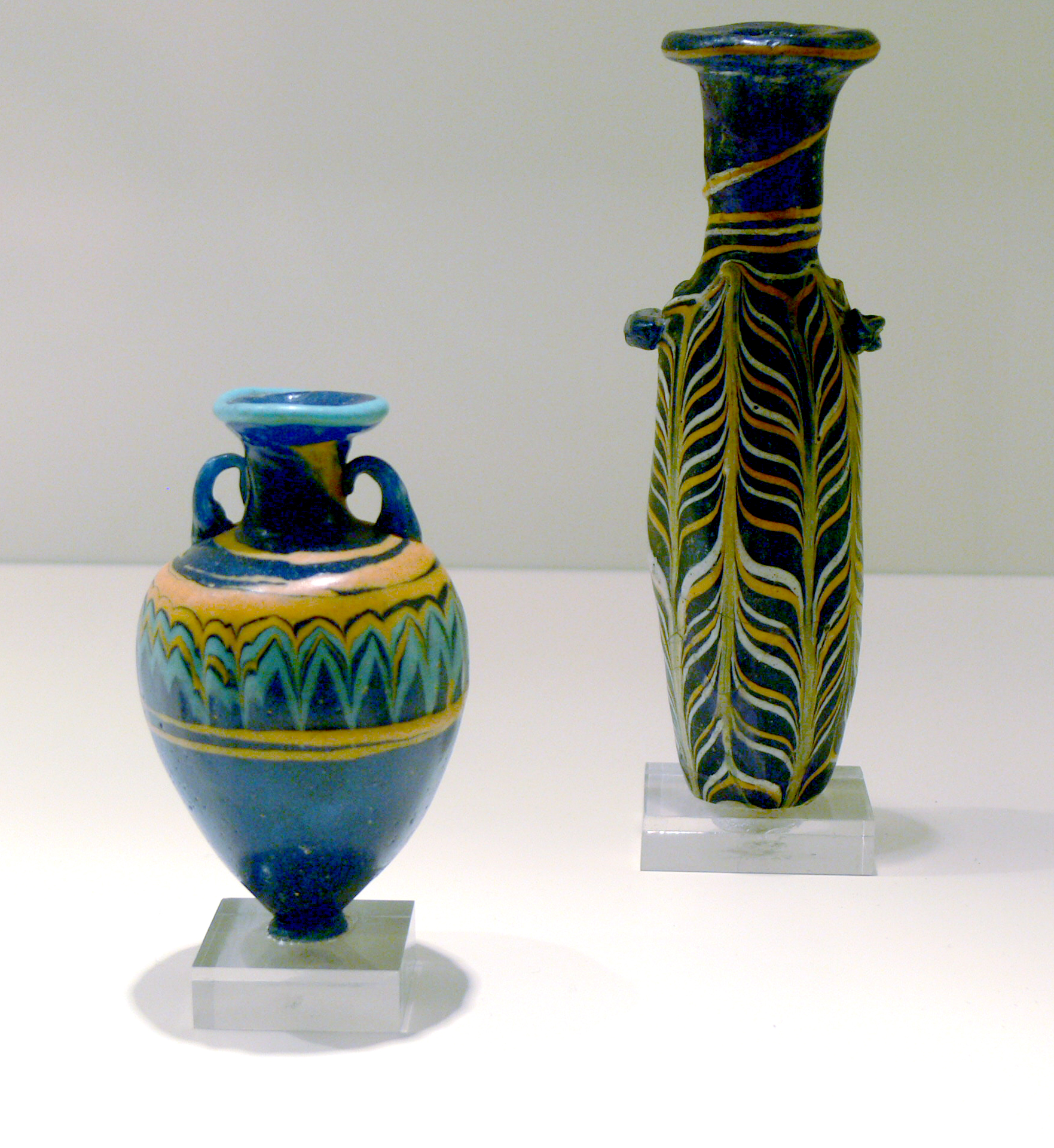
Финикийские стеклянные сосуды

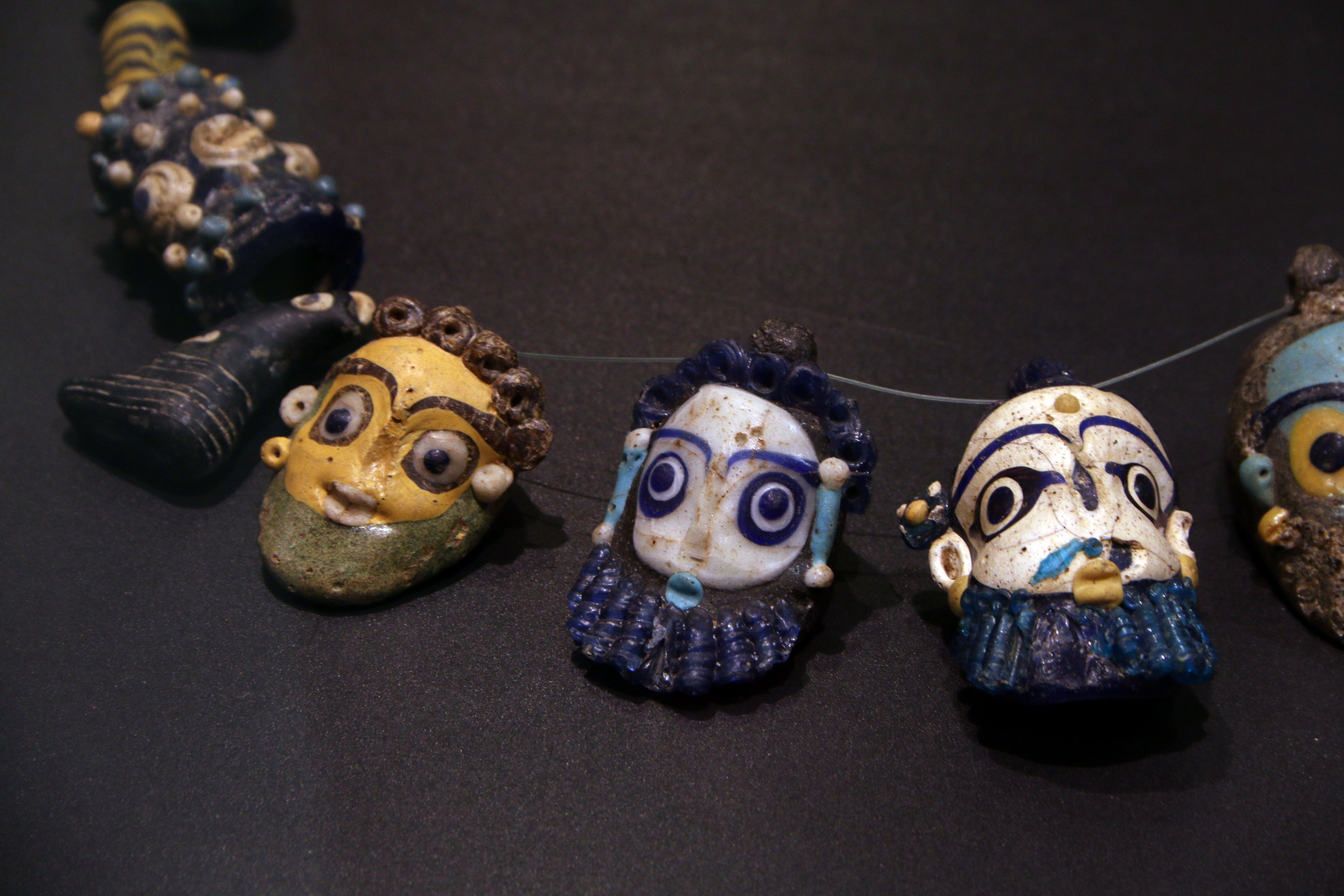
Стеклянные амулеты-маски, собранные в ожерелье

### Торговля и географические открытия
По сообщению Геродота, финикийские мореплаватели по приказу египетского фараона Нехо II около 600 года до н. э. впервые в истории обогнули Африку (с востока на запад). В Ветхом Завете рассказывается о морской торговле с далёкими легендарными странами: Фарсисом и Офиром, которую вели финикийцы. Некоторые теории также приписывают им первенство в открытии Америки.
Мореходы из финикийской колонии Карфагена Ганнон и Гимилькон совершили в VI—V веках до н. э. дальние океанские плавания: к Гвинейскому заливу и Британским островам соответственно. Существует гипотеза о достижении карфагенянами Азорских островов.

### Ремёсла

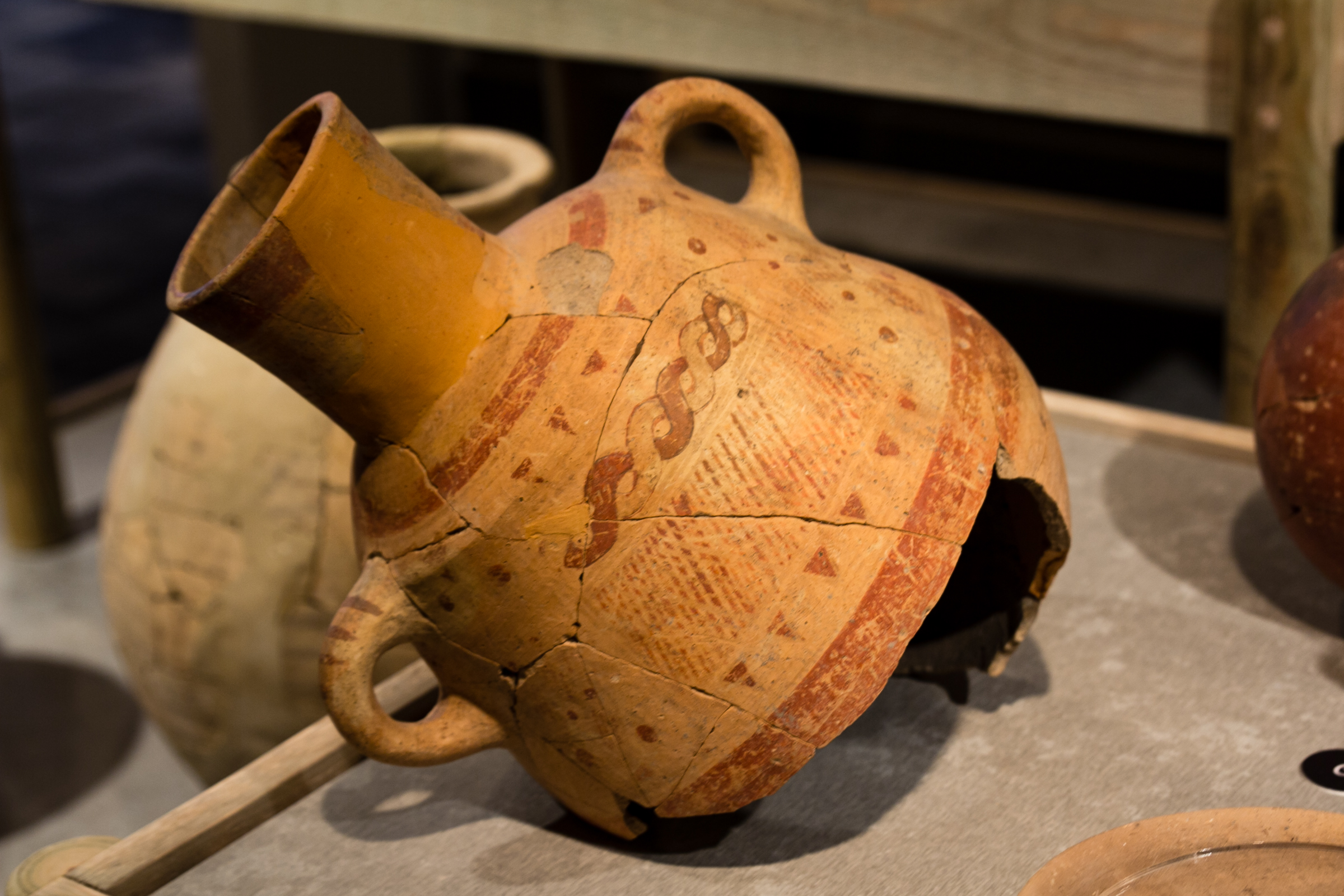
Терракотовый кувшин с росписью в финикийском стиле

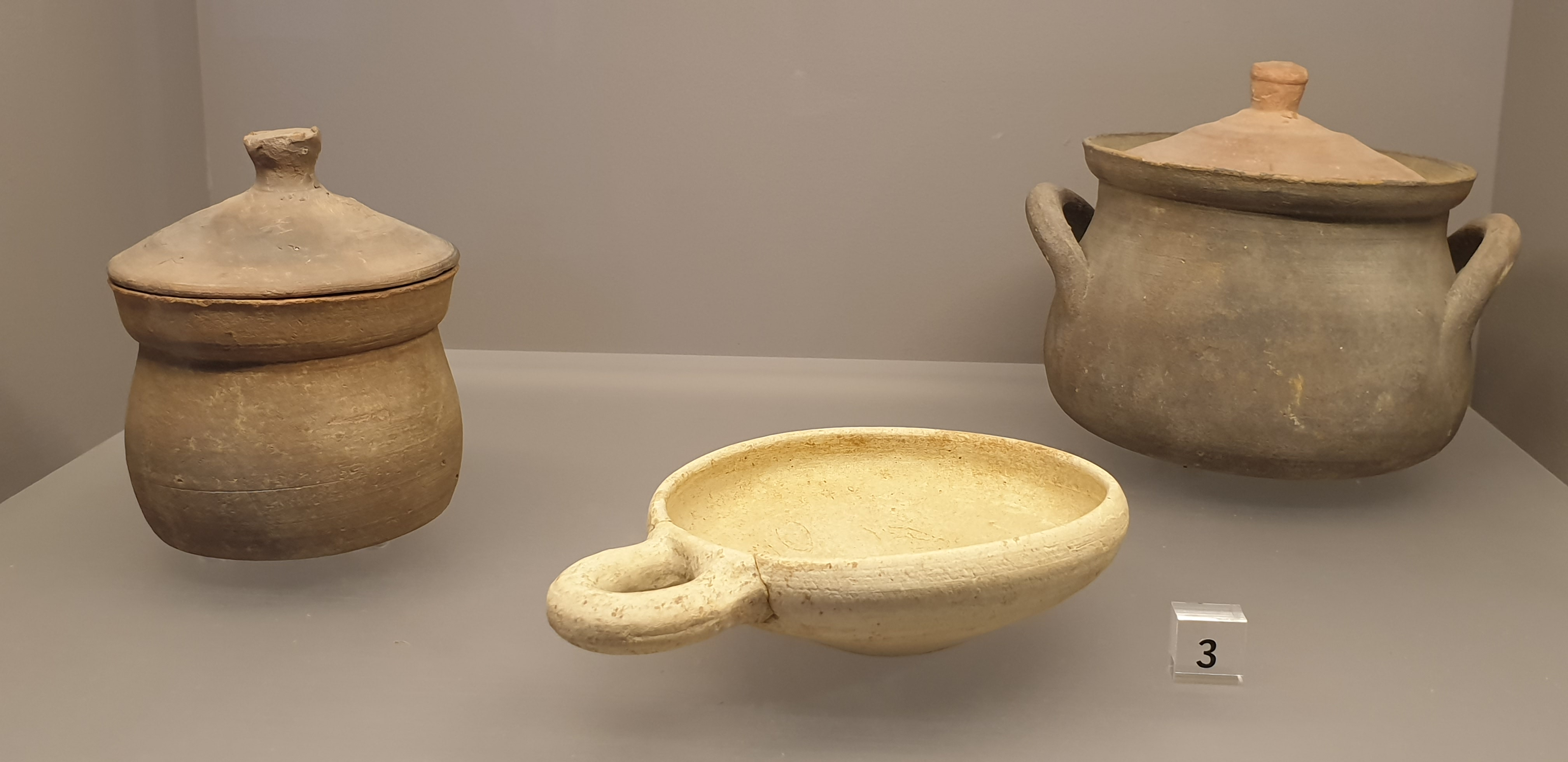
Карфагенская керамическая посуда для приготовления пищи

Финикийцы издавна славились как искусные ремесленники далеко за пределами своих мест расселения. Так, царь Соломон, задумав строительство дворца и храма в Иерусалиме, просил правителя Тира Хирама направить к нему специалистов-финикийцев. Они переняли искусство производства стекла у египтян и усовершенствовали его технологию, придавая стеклянной массе различные цвета при сохранении прозрачности, делали также и непрозрачное стекло. В I же веке н. э. финикийцы стали изготовлять выдувное стекло. Основав большое количество колоний по всему Средиземноморью, финикийцы внесли большой вклад в создание конструкций кораблей. По Геродоту именно они придумали триеры (в VII веке до н. э.). А затем, вероятно, пентеры и крупные торговые суда.

### Создание алфавита
Финикийцы, не имевшие собственной письменности, в деловой и дипломатической переписке использовали аккадский язык, что создавало определённые затруднения. Аккадская клинопись требовала немало времени на изучение — она насчитывала около 600 знаков, каждый из которых имел несколько значений. Чтобы вести переписку на чужом языке, необходимо было содержать штат специально обученных писцов. Неудобства использования аккадского языка привели финикийцев к созданию своего собственного линейного письма.
В финикийском алфавите не было гласных. Древние греки использовали финикийский алфавит, но при этом ввели в алфавит гласные. Именно этот алфавит послужил основанием создания алфавитного письма всех других европейских и большей части неевропейских народов.

### Знаменитые финикийцы
Финикийцами были: мифологические герои Кадм и его сестра Европа, философы Мох Сидонский, Клитомах и Порфирий, мореплаватели VI—V веков до н. э. Ганнон и Гимилькон, карфагеняне-полководцы Баркиды, римская императорская династия Северов, писатели Магон и Публий Теренций Афр, историк Филон Библский и цитируемый им Санхуниатон.

## Религия

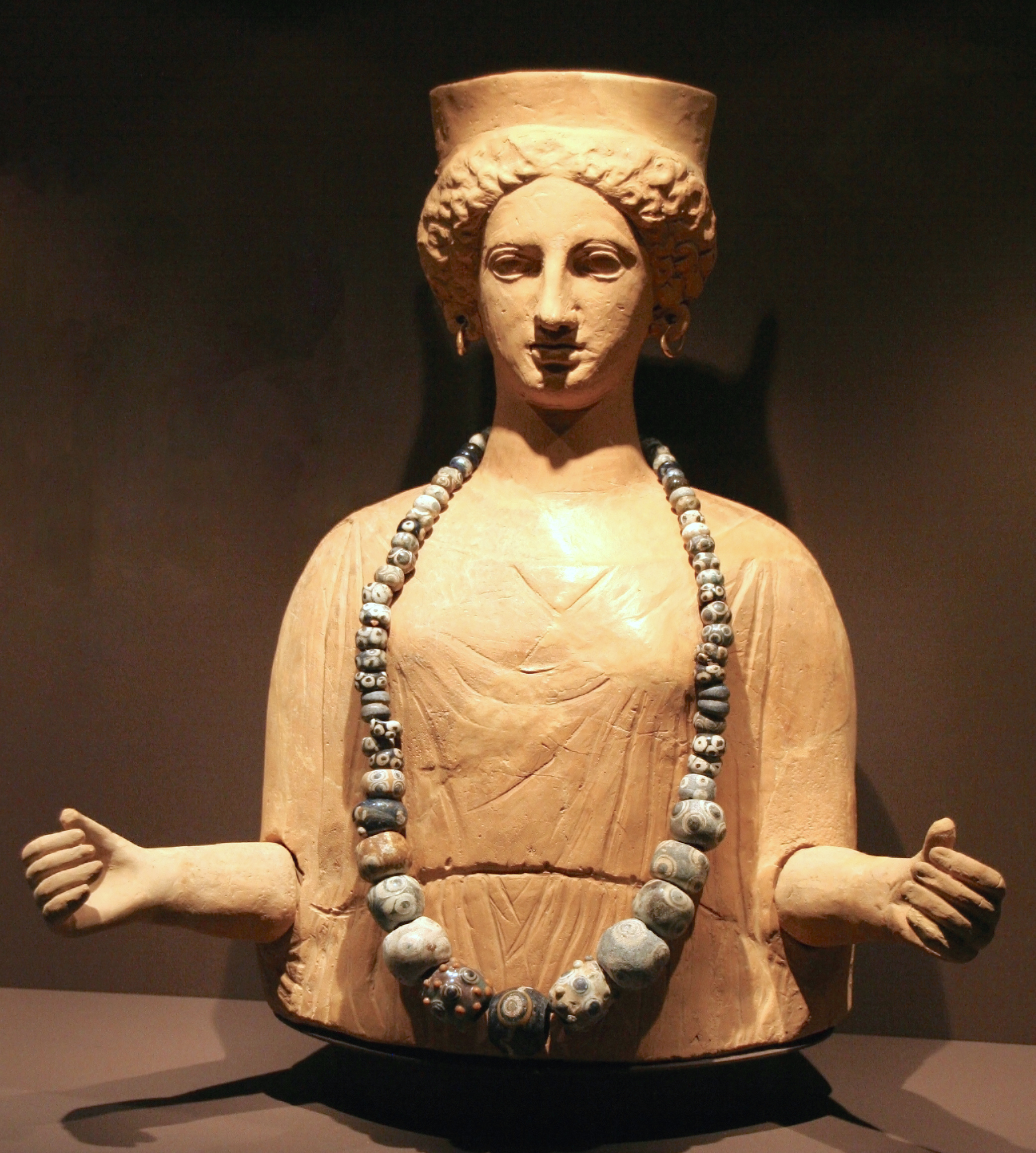
Статуя богини Танит в ожерелье из бусин

Финикийцы поклонялись различным богам — супругам Илу и Асират, их сыну Баалу, Йево и Астарте, Мелькарту, Анат и т. д.
Финикийцы практиковали человеческие жертвоприношения — Молох и Хаммон. Принесение в жертву детей воспринималось как наиболее угодная богам жертва, народы, соседствовавшие с финикийцами, считали этот обычай доказательством особой жестокости последних. Этот вид жертвоприношения практиковался в особо важных случаях, известны жертвоприношения одновременно нескольких сотен детей. Урны с прахом хоронили на священном участке, называвшемся тофет.
Вопрос о детских жертвоприношениях и о том, насколько регулярно они совершались в Карфагене и Финикии, давно является предметом споров среди библеистов и археологов. Профессор антропологии и истории Джефри Шварц и его коллеги предложили более мягкую интерпретацию: «Детей кремировали, независимо от причины смерти». Для изучения были взяты останки 348 погребальных урн, обнаруженных при раскопках карфагенского тофета.
Экспертиза показала, что большинство захоронений содержат останки детей, погибших в возрасте от пяти месяцев внутриутробной жизни или умерших на первом году жизни. Установлено, что много младенцев умерло в возрасте двух-пяти месяцев, и по крайней мере 20 % от общего числа — мертворождённые.
Таким образом, учёные сделали вывод, что тофет был местом погребения мертворождённых детей и умерших вскоре после рождения — дети такого возраста вряд ли могли быть принесены в жертву.
Ни в одной из урн не содержалось достаточно скелетного материала, который указывал бы на двойное захоронение. Таким образом, нельзя говорить о массовых жертвоприношениях.

## Генетика
У образца «Ариш» из пунического погребального склепа на холме Бирса недалеко от входа в Национальный музей Карфагена в Тунисе возрастом около 2500 лет (конец VI века до н. э.) обнаружена редкая митохондриальная гаплогруппа U5b2c1. Предполагается, что эта ветвь, унаследованная молодым человеком по материнской линии, происходит из Иберии, колонизированной финикийцами.

## Потомки финикийцев
Современными потомками финикийцев считают себя мальтийцы.